# High Court (Neuseeland)

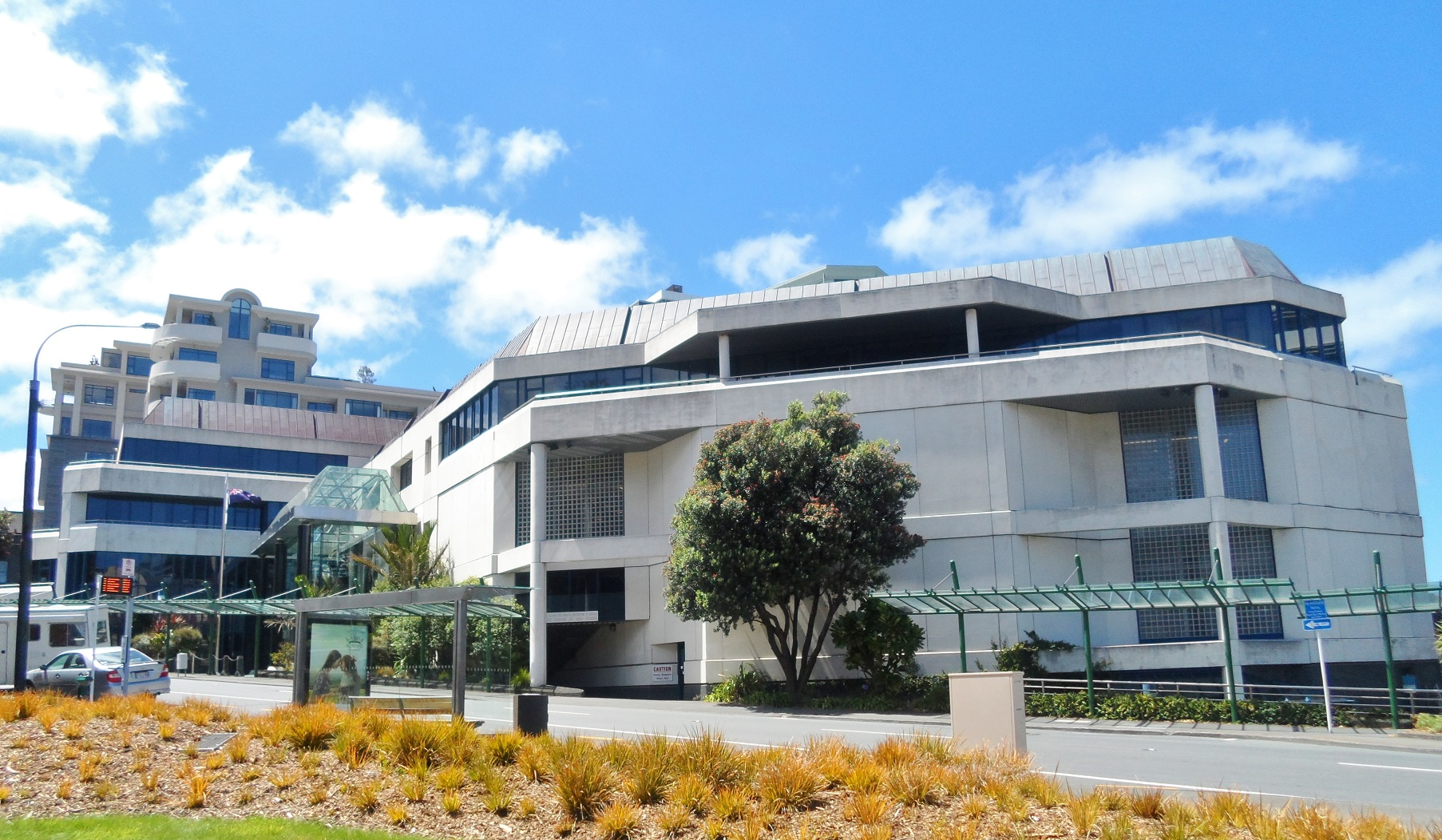
High Court in Wellington (2015)

Der High Court ist das oberste Zivil- und Strafgericht Neuseelands.

## Rolle und Struktur des Gerichtes
Der Judicature Act von 1908 unterteilte die Gerichte in Neuseeland in untergeordnete und übergeordnete Gerichte. Der High Court gehörte zu den übergeordneten Gerichten. Seine Entscheidungen sind für die untergeordneten Gerichte, wie den District Courts (Distriktgericht), den Youth Courts (Jugendgericht), den Family Courts (Familiengericht), dem Māori Land Court (Gericht zu Fragen von Māori-Land) und auch dem Waitangi Tribunal bindend, das Gericht gilt für sie als Berufungsgericht. Berufungsverfahren von anderen Gerichten, wie dem Employment Court (Arbeitsgericht), dem Martial Appeals Court (Militärgericht), dem Māori Appellate Court (Māori Berufungsgericht) und zu Schwerverbrechen, die von den District Courts entschieden wurden, gehen hingegen direkt an den Court of Appeal (Berufungsgericht).
Richter des Supreme Court und des Court of Appeal sind Richter, die am High Court tätig sind. Der High Court ist ein nationales Gericht, das in Wellington, Auckland und Christchurch permanente Sitze hat. Bei Bedarf finden Gerichtssitzungen auch in anderen Teilen des Landes statt.

## Geschichte
Der High Court wurde im Dezember 1841 unter dem Namen Supreme Court gegründet und verhandelte seinen ersten Fall im Januar des folgenden Jahres unter dem Vorsitz von Chief Justice William Martin. Das Gericht basierte auf dem Rechtssystem des englischen Common Law. Um als Richter zum Supreme Court berufen werden zu können, musste man mindestens sieben Jahre als Rechtsanwalt oder Anwalt vor Gericht im Vereinigten Königreich oder als Anwalt vor dem damaligen Supreme Court in Neuseeland tätig gewesen sein.
Mit dem Judicature Act von 1908 wurde der Einfluss des britischen Rechts in Neuseeland reduziert und die Rolle des damaligen Supreme Court neu definiert. 1980 wurde der Supreme Court in „High Court“ umbenannt. Damit war der Name „Supreme Court“ 2004 für das heutige oberste Gericht Neuseelands frei.